# アルベルト・ルケ
アルベルト・ルケ・マルトス（Alberto Luque Martos, 1978年3月11日 - ）は、スペイン王国カタルーニャ州タラサ出身の元同国代表の元サッカー選手。ポジションはフォワード（センターフォワード・左ウイング）。

## 経歴

### マヨルカ
カタルーニャ州バルセロナ県タラサに生まれ、地元FCバルセロナのサポーターとして育ったルケは、バルサの下部組織にトライアルを経て入団しキャリアを始めたが、トップチーム昇格を果たせず20歳にも満たない頃にFCバルセロナCから放出された。その後、1997年にRCDマヨルカ入団しすぐにRCDマヨルカBへ送られたが、2シーズンで25得点を挙げる活躍をみせるとトップチーム・デビューを果たした。
1999-00シーズンにマラガCFに貸し出されるとレギュラークラスとしてプレーし、マヨルカ復帰後の2000-01シーズンは9得点を挙げるなどレギュラーとして活躍し、クラブ史上初のUEFAチャンピオンズリーグ出場となる3位躍進へと導いた。2001-02シーズンは、UEFAチャンピオンズリーグ予選3回戦のハイドゥク・スプリト戦でロスタイムにゴールを挙げ、2試合合計2-1で本大会進出に貢献した。しかし、リーグ戦の方ではチャンピオンズリーグとの両立の難しさから降格間近の危機にあったが、ルケは14得点を挙げ1部残留に一役買った。

### デポルティーボ
2002年夏、移籍金1000万ユーロ（約13億5000万円）でデポルティーボ・ラ・コルーニャに。ストライカーのホセ・オスカル・フローレス、ローンから出戻りのワルテル・パンディアーニと共に加入。デポルでの最初のシーズンは古巣のマラガ相手にオーバーヘッドキックで決勝点を挙げ、アスレティック・ビルバオ戦、ラシン・サンタンデール戦、RCDエスパニョール戦と次々と決勝点を挙げ勝利に貢献した。
2003-04シーズンは、UEFAチャンピオンズリーグ予選3回戦のローゼンボリBKで決勝点を決め本大会進出へと導き、先発としての地位を確固たるものにした。また、PSVアイントホーフェン戦、ユヴェントスFC戦、ACミラン戦と重要な得点を決め、ベスト4進出に貢献。デポルでの最後のシーズンは11得点を記録した。

### ニューカッスル
2005年8月26日、移籍金1400万ユーロ（約18億9000万円）5年契約でニューカッスル・ユナイテッドFCへ、自身初の国外移籍を果たした。セント・ジェームズ・パークでのマンチェスター・ユナイテッドFC戦でデビューし、シュートを放つもオフサイドなどで得点を挙げることは出来なかった。次のフラムFCとの試合中にハムストリングを負傷し、怪我から復帰後は左サイドを含む本来のポジション以外で起用されたこともあり、移籍金に見合った活躍が出来ずにいた。
2006年4月17日、サンダーランドAFCとのタイン・ウェア・ダービーで相手守備陣と冷静さを欠いたGKケルヴィン・デイヴィスを躱し、ついに移籍後初得点を挙げた。試合後にルケは、このシーズンが終わるまでの間で更に得点を取れることを期待したいとコメントし、負傷後にフィットネスを完全に戻す手助けをしてくれたチームの物理療法に感謝したが、クラブを去るまでの間に何の成果を挙げることが出来なかった。
ルケのホームでの公式戦初得点は、UEFAインタートトカップ初戦のリールストロムSK戦だった。10月、4-1で勝利したリヴァプールFCのリザーブチーム相手に2得点を決めた。その後、チーム内での攻撃陣の序列が下がったものの、負傷者が続出したことで出番がまわってきた11月2日のUEFAカップ・イタリアのUSチッタ・ディ・パレルモ戦で先発すると、ヘディングで唯一の得点を決めグレン・ローダー監督の起用に応えた。しかしその後は、マティ・パティソンのようにリザーブとファーストチームを行き来しながら、幾つかの重要な試合に出場した。2007年1月の移籍市場でPSVアイントホーフェンへのローン移籍が挙がったが、高年俸により取引は失敗に終わった。
2007年6月23日、新監督に就任したサム・アラダイスはルケに対し復活する機会を与えることを厭わないことを明らかにした。しかし、ルケが着用していた背番号7のエースナンバーは新加入のジョーイ・バートンの手に渡ることは防ぐことが出来ず、当初は背番号がなかった。最終的に以前デポルで着用し、ニューカッスルを去ったDFのタイタス・ブランブルが着けていた19番を渡された。しかし、定位置を奪取するまでには至らなかった。

### アヤックス
2007年8月にアヤックス・アムステルダムへ3年契約で移籍した。9月30日、ホームで6-1と勝利したVVVフェンロー戦で2分の間に移籍後初得点を含む2得点を決めるも、それから程なくして試合中に負傷した。
11月、フェイエノールト戦のハーフタイム中にロッカールームで同僚のルイス・スアレスと口論に発展したことにより、アドリー・コスター監督は両者を後半からベンチに下げ、試合後に罰金を科した。その後も暫くは出場機会を得ていたが、終盤は殆ど起用されなくなりマルコ・ファン・バステンが新たに監督に就任してからは、2008年8月7日にリザーブチーム行きを告げられるなど退団が濃厚となった。ルケ本人は古巣RCDマヨルカへの移籍を希望したが、古巣マラガCFへレンタル移籍することとなった。

### マラガ復帰
2008年8月31日、2008-09シーズンの移籍期限終了間際に古巣マラガCFに1年の期限で貸し出され、9シーズンぶりに復帰した。11月30日、ホームで4-2と勝利したCAオサスナ戦で途中出場し移籍後初得点を決めてから攻撃陣になくてはならない存在となり、昇格組ながらシーズン最終日までUEFAヨーロッパリーグ出場権争いにチームを導いた。
アヤックスとは2010年6月末まで契約を残していたが、マラガでのプレー続行を希望したため、シーズン終了時に両者は契約解除を行い、2009年7月30日にマラガへ自由移籍で加入した。シーズン前半は、新監督のフアン・ラモン・ロペス・ムニスの下で1ヶ月プレー出来ない等ベンチスタートが主となり、得点数も僅か1だった。その後、さらに1ヶ月出場出来ない日々が続き、3-0で勝利したラシン・サンタンデール戦で84分にセルジオ・ドゥダに代わり久しぶりに出場した。
2010-11シーズン、ジェズアウド・フェレイラ、さらにマヌエル・ペレグリーニと監督が交代しても状況は変わらずにいると、2010年12月に他の5人の選手共に戦力外通告が言い渡され、1月4日にクラブと契約解除し退団。その後、現役を引退した。

## 代表経歴
シドニーオリンピックでU-23スペイン代表として2試合に出場し、シャビ・エルナンデス、ガブリ、ダビド・アルベルダ、カルロス・マルチェナ、カルレス・プジョルらと共に銀メダル獲得に貢献した。RCDマヨルカでの活躍から、それまでA代表に出場歴がないにも関わらず2002 FIFAワールドカップのメンバー入りを果たし、2002年6月12日、3-2で勝利したグループステージの南アフリカ戦で初出場を記録。また、ベスト16のアイルランド戦にも出場し勝利した。
2年後のUEFA EURO 2004のメンバーに選ばれ、0-1で敗れたポルトガル戦に左WGで出場した。2005年9月7日、2006 FIFAワールドカップ・ヨーロッパ予選のセルビア・モンテネグロ戦が最後の試合となった。

## 代表歴

### 出場大会
- スペイン代表
  - 2002 FIFAワールドカップ

### 試合数
- 国際Aマッチ 17試合 2得点（2002年-2005年）[18]

| スペイン代表 | 国際Aマッチ | 国際Aマッチ |
| 年           | 出場        | 得点        |
| ------------ | ----------- | ----------- |
| 2002         | 2           | 0           |
| 2003         | 1           | 0           |
| 2004         | 7           | 1           |
| 2005         | 7           | 1           |
| 通算         | 17          | 2           |

## タイトル
RCDマヨルカ
- スーペルコパ・デ・エスパーニャ : 1998

デポルティーボ・ラ・コルーニャ
- スーペルコパ・デ・エスパーニャ : 2002

ニューカッスル・ユナイテッドFC
- UEFAインタートトカップ : 2006